# Democracy Now!
Democracy Now! (Demokracja teraz!) – amerykański niekomercyjny program telewizyjny i radiowy, założony w roku 1996 przez grupę lewicowych dziennikarzy. Prezentuje wiadomości, analizy i opinie, które są ignorowane lub wykluczane przez media głównego nurtu. Nadawane codziennie godzinne audycje są również dostępne w internecie w formie podcastów.
Szczególnym obszarem zainteresowania Democracy Now! są wiadomości międzynarodowe, zwłaszcza kwestie wojny i pokoju oraz działania ruchu antywojennego. Program emituje reportaże oraz wywiady z aktywistami ruchów dążących do społecznej i ekologicznej sprawiedliwości. Organizuje debaty między działaczami tych ruchów a ludźmi władzy.
We wrześniu 2008 roku kilkoro dziennikarzy Democracy Now! zostało bezprawnie zatrzymanych przez policję podczas przekazywania informacji o protestach towarzyszących konwencji wyborczej Republikanów.
Współzałożycielka i prowadząca program dziennikarka Amy Goodman została określona przez Los Angeles Times jako "radiowy głos pozbawionej głosu lewicy". W roku 2008 została uhonorowana nagrodą Right Livelihood - "za rozwój nowego modelu politycznie niezależnego dziennikarstwa".